# سید صادق گوهرین
سید صادق گوهرین در سال ۱۲۹۳ در تهران به دنیا آمد. در اوان نوجوانی در مدرسه‌های علمیه، اقدسیه و ادب به روش سنتی به تحصیل صرف و نحو عربی پرداخت. و دوره متوسطه را در کالج آمریکایی به انجام رساند. و در سال ۱۳۱۶ در رشته‌های ادبیات فارسی و فلسفه از دانشسرای عالی لیسانس گرفت. وی از آن پس، ضمن تدریس در دبیرستان‌ها، در دوره دکترای ادبیات فارسی به ادامه تحصیل پرداخت و در مقطع دکترا، کتاب «فرهنگ لغات و تعبیرات مثنوی» در ۹ جلد را به عنوان پایان‌نامه به نگارش درآورد. در سال ۱۳۲۱ بخدمت دبیری درآمد و از سال ۱۳۳۱ برای تدریس زبان و ادبیات فارسی به دانشکده ادبیات دانشگاه تهران فراخوانده شد و تا سال ۱۳۴۶ در آن دانشکده در مقام استادی تدریس می‌کرد.
صادق گوهرین در رساله پایان‌نامه خود که شاید مهم‌ترین و مفصل‌ترین اثر او به حساب آید، به ترتیب الفبا، لغات، اصطلاحات، تعبیرات عرفانی، مَجازات، اصطلاحات نجومی، طبی، قرآنی و حدیثی و… را که در مثنوی معنوی مولوی آمده‌اند شرح کرده و هر ترکیب را در محل دقیق آن بیان داشته‌است. وی بیشتر ایام عمر خود را صرف تدریس دروس ادبی و عرفان و نیز تربیت دانشجویان این دو مقوله معرفتی کرد و شاگردان فراوانی پرورش داد.
برخی دیگر آثار او از این قرارند: پیر جنگی، داستان بهرام گور، شرح اصطلاحات تصوف و شیخ صنعان، تصحیح منطق الطیر عطار نیشابوری انتشارات بنگاه ترجمه و نشرکتاب.
صادق گوهرین، سرانجام در ۶ آذر ۱۳۷۴ در ۸۱ سالگی درگذشت. پیکر او در بهشت زهرای تهران قطعه ۶۶، ردیف ۹۰، شماره ۱۱ به خاک سپرده شد.